# 倉八正俊
倉八 正俊（くらはち まさとし、慶長12年（1607年）? - 没年不詳）は、江戸時代前期の福岡藩士。黒田騒動の中心人物。通称は十太夫（じゅうだゆう）。別名は家頼とも。

## 生涯
倉八氏は福岡藩士で2百石の足軽の家柄。黒田氏の筑前入国以前から仕えていたといわれる。
正俊は、福岡藩初代藩主黒田長政の嫡男・黒田忠之の小姓として仕えていた。
この忠之は廃嫡を検討されるほど狭器と粗暴な性格を危惧され、家督を継ぎ藩主の座に就いてからも派手好みで奔放かつわがままだった。そのため、父・長政時代からの重臣たちである「筑前六端城」主との関係は悪く、特に筆頭家老の栗山大膳との対立は激しかった。
一方、忠之は独自の側近集団を組織した。この側近の筆頭が正俊であり、いきなり9千石の加増を受け家老となった。これは家老たちの合議なしでの決定であった。寵愛を受ける正俊の権勢は高まり、家臣らは我先にとこれに付き従った。老臣らは所領減封や改易を受け、万石の大身が激減した。
また、軍縮の時代にあって忠之は藩の財政を使って禁制の大型船舶「鳳凰丸」などを建造させ、その指揮は正俊がとった。後に1万石に加増され、藩士300名（200名とも）を付けられた。栗山大膳は正俊に頭をさげ、諫言書を藩主忠之に届けるよう依頼するが、これを無視した正俊は大膳への悪評を忠之に吹き込み、逆に謹慎へと追い込んだ。後に福岡藩は、過度な軍政を問題視した江戸幕府から咎めを受けた。
藩の改易を危惧した大膳は寛永9年（1632年）6月、日田代官・竹中重次に「藩主に反逆の企てあり」と上訴した。正俊はその報告を受けると栗山家の屋敷を包囲したという。
正俊らは「大膳は狂人である」との主張を行い、寛永10年（1633年）2月、将軍徳川家光が直々に開いた評定にて正俊と大膳が論争し、忠之は一旦領土を没収されるも改めて与えられ、結果的に福岡藩は安堵となる。敗訴した大膳は盛岡藩に配流、勝訴した正俊も暴政の責任を追及され、老中の安藤直次と成瀬正虎から高野山へ剃髪・蟄居するよう命じられた。また福岡藩は幕府の命令を受け、藩政を元の重臣を中心とした合議制に戻したという。
正俊は蟄居となったが、寛永14年（1637年）、密かに島原の乱に参陣したという。その後の消息は不明。正俊は島原の乱で一揆軍に加わり戦死したと言われているが、創作であるとされる。

## 関連作品
- 『御伽譚博多新織』瀬川如皐
- 『黒白論織分博多』河竹黙阿弥
- 『しらぬひ譚』
- 『栗山大膳』森鷗外
- 『主家滅ぶべし』滝口康彦、文藝春秋
- 映画『黒田騒動』監督・内田吐夢、正俊[11]役は南原伸二。
- 『列藩騒動録』1、海音寺潮五郎、講談社
- 『嗚呼 江戸城』柴田錬三郎
- 『名君忠之』夢野久作
- 『妖剣林田左文』 山田風太郎

## 関連資料
- 『福岡県史 通史編 福岡藩 (一)』 福岡県地域史研究所
- 『國史大辞典』
- 『栗山大膳、黒田騒動その後』小野重喜、2016